# Quisqualis littorea
Quisqualis littorea là một loài thực vật có hoa trong họ Trâm bầu. Loài này được (Engl.) Exell miêu tả khoa học đầu tiên năm 1931.